# Hennie Oldenziel
Hendrik Roelof (Hennie) Oldenziel (Amsterdam, 28 maart 1943) is een Nederlands voormalig voetballer die als verdediger speelde.

## Biografie
Hennie Oldenziel is de zoon van Roelof Bernard Oldenziel en Antonetta Hendrina Schat. Hij trouwde op 3 juli 1963 met Maria Anna Theodora Schmidt.
Hij speelde van 1963 tot 1964 bij AFC Ajax als verdediger. Van zijn debuut in de Eredivisie op 7 april 1963 tegen Volendam tot zijn laatste wedstrijd op 26 april 1964 tegen Blauw-Wit speelde Oldenziel in totaal 3 wedstrijden in het eerste elftal van Ajax.
Na een periode in Ajax vertrok hij naar Blauw-Wit.  Dan speelde hij nog voor RCH.
Hij speelde in het Nederlands militaire elftal.

## Statistieken
| Club      | Seizoen | Competitie | Competitie | Beker | Beker | Internationaal | Internationaal | Totaal | Totaal |
| Club      | Seizoen | Wed.       | Dlp.       | Wed.  | Dlp.  | Wed.           | Dlp.           | Wed.   | Dlp.   |
| --------- | ------- | ---------- | ---------- | ----- | ----- | -------------- | -------------- | ------ | ------ |
| Ajax      | 1962/63 | 1          | 0          | 1     | 0     | 2              | 0              | 4      | 0      |
| Ajax      | 1963/64 | 2          | 0          | 0     | 0     | -              | -              | 2      | 0      |
| Totaal    | Totaal  | 3          | 0          | 1     | 0     | 2              | 0              | 6      | 0      |
| Blauw-Wit | 1964/65 | 18*        | 0          | ?     | 0     | -              | -              | 18     | 0      |
| Blauw-Wit | 1965/66 | 6*         | 0          | ?     | 0     | -              | -              | 6      | 0      |
| Blauw-Wit | 1966/67 | 10*        | 0          | ?     | 0     | -              | -              | 10     | 0      |
| Totaal    | Totaal  | 34         | 0          | ?     | 0     | -              | -              | 34     | 0      |
| RCH       | 1967/68 | 12*        | 2          | ?     | 0     | -              | -              | 12     | 2      |
| RCH       | 1968/69 | 28         | 3          | 3     | 0     | -              | -              | 31     | 3      |
| Totaal    | Totaal  | 40         | 5          | ?     | 0     | -              | -              | 43     | 5      |

- Alleen gegevens over het aantal competitieduels zijn bekend